# Colonia Chiquita
Colonia Chiquita är en ort i Mexiko.   Den ligger i kommunen Zentla och delstaten Veracruz, i den sydöstra delen av landet, 250 km öster om huvudstaden Mexico City. Colonia Chiquita ligger 735 meter över havet och antalet invånare är 192.
Terrängen runt Colonia Chiquita är varierad, och sluttar österut. Runt Colonia Chiquita är det ganska tätbefolkat, med 90 invånare per kvadratkilometer. Närmaste större samhälle är Huatusco de Chicuellar, 18,4 km väster om Colonia Chiquita. I omgivningarna runt Colonia Chiquita växer huvudsakligen savannskog.